# Conus angeluquei
Conus angeluquei é uma espécie de caracol do mar, um gastrópode marinho molusco na família Conidae, os caracóis de cone, conchas ou cones.

## Descrição
O comprimento da concha do holótipo é de 24,8 mm.

## Distribuição
Esta espécie marinha ocorre ao largo de Cabo Verde.